# چوشل
چوشل، روستایی از توابع بخش مرکزی شهرستان سیاهکل در استان گیلان ایران است.

## موقعیت و جمعیت
موقعیت:
مابین کیلومتر ۱۰ جنوب شرقی شهرستان لاهیجان و کیلومتر ۴ شرق شهرستان سیاهکل.
چوشل با داشتن مناظری زیبا و وصف ناشدنی که به وسیلهٔ جنگلهای انبوه احاطه شده و همچنین اماکن زیارتی جزء معدود روستاهای کشورمان ایران است که متأسفانه با داشتن قابلیتهای توریستی متعدد ناشناخته مانده‌است.
جمعیت:
براساس سرشماری مرکز آمار ایران در سال ۱۳۸۵، جمعیت آن ۳۰۰ نفر (۱۲۰خانوار) بوده‌است.

## آب و هوا
در تابستان اقلیم چوشل گرم و مرطوب است. در زمستان ابتدا بادهای گرم شدید می‌وزد و سپس برف می‌بارد. رطوبت نسبی ۷۳ تا ۸۵ درصد بوده و گاهی به صد درصد می‌رسد.

## زبان
زبان گفتاری مردم چوشل، گیلکی (بیه پیش) و (گالشی) است که با گیلکی رشت (بیه پس) از نظر آوایی، واژگانی و پاره‌ای ویژگی‌های دستوری تفاوت‌هایی دارد. گیلکی بیه پیش خود از گونه‌ای که در نواحی کوهستانی به آن سخن گفته می‌شود، یعنی گالشی، که زبانی اصیل تر و دارای قدمت بیشتر می‌باشد متمایز است.

## جانداران
چهارپایان اصلی: گاو، اسب، گوسفند، میش، قاطر، الاغ، سگ و گربه و گاومیش.
چهارپایان وحشی: پلنگ، خرس، گرگ، روباه، شغال، گربه وحشی، آهو، سمور، خارپشت، خرگوش، خوک، گراز، سنجاب، کفتار …
پرندگان این منطقه انواعی دارند برخی وحشی و برخی اهلی هستند و نمونه‌هایی از آن‌ها عبارت‌اند از:
مرغ، اردک، غاز، بوقلمون به وفور در این منطقه دیده می‌شود و همین‌طور قرقاول (تورنگ) و غاز وحشی (کلاگن) خوتکا، چنگر، قوش (الغ)، بلدرچین] (وشوم)، باز، بلبل، سینه‌سرخ، لک‌لک، مرغ ماهی‌خوار، حواصیل، کبوتر، تیهو، جغد، گنجشک (چیشنک)، شرستی (حاج حاجی)، دارکوب، درنا، دم‌جنبانک (دمبلا سکینه)، سبزقبا (کوکلاچ)، دریا سلیم، یهره، سَرَت، کلاغ (کلاچ)، سار (سیته)، هدهد (شانه بسر)، شاهین، شل حینو، عقاب، قوش، کبک، کرکس، زاغچه (کشکرت)، کلکافیس، فلامینگو (مرغ حسینی)، چرخ (واشک)، مرغ سقا، چکاوک و غیره.
حشرات: مورچه (پیتار)، انواع سوسک، ملخ، زنبور عسل، انواع زنبور، انواع عنکبوت (لابدون)، خرمگس، ساس، کک (سپول)، خرخاکی، جعَل (گِه گال)، مگس، پشه، جیرجیرک (جیک)، زنجره، اقسام پروانه، بید، موریانه

## اماکن زیارتی
- بقعه امام زاده سیدقاسم (مرکز چوشل خورتاب)
- سید نجف الدین ابن موسی کاظم (ع)
- بقعه امام زاده سیدخلیل (بالامحله چوشل)
- مزار کوتی
- مزار تله
- مزار کیش محله[۱]

## طبیعت چوشل
- جنگل‌های کاکوه:

محوریت چوشل را دربردارند، دارای دو آبشار (جور شارشار) و (جیر شارشار) می‌باشد، حیواناتی از قبیل خوک، گراز، پلنگ، گرگ، شغال، خرس، کفتار و انواع پرندگان (مهاجر و بومی) در این جنگل زیبا زندگی می‌کنند.
نکته جالب توجه این است با وجود حیوانات وحشی گزارشی مبنی بر مداخله حیوانات در زندگی انسانی این منطقه دیده نشده.
- جور شارشار (آبشار بالا):

یکی از دو آبشار واقع در جنگل زیبای کاکوه است. این آبشار بسیار دیدنی با منظره‌ای رؤیائی چشم هر بیننده‌ای را به مقایسه با بهشت وامی‌دارد.
این آبشار به دلیل پنهان بودن در دل جنگل انبوه کاکوه و همچنین مسیر کمی سنگلاخی و شیب دار بکرتر بنظر می‌رسد و جای بسیار دنجی برای علاقه‌مندان به کوهنوردی است، همچنین در پایین این آبشار (ضلع جنوب غربی) گودالی عمیق قرار دارد که خود از جاذبه‌های طبیعی به‌شمار می‌رود.
- جیر شارشار (آبشار پائین):

یکی از دو آبشار واقع در جنگل زیبای کاکوه است که حدوداً در ابتدای این جنگل واقع شده، به دلیل دسترسی راحت‌تر برای علاقه‌مندان طبیعت مکان زیبا و میزبان خوبی برای خانواده‌های مشتاق می‌باشد
- چشمه پلگ دار: این چشمه در نزدیکی محلات غازگوابر و خورتاب قرار دارد و آب مربوط به کوه کوتی از این مجرا به دره پایینی سرازیر می‌شود).[۱]

- بقعه گرماخانی:  امامزاده سیدنجف الدین که به گرماخانی معروف است.[۲]

## چای
یکی از محصولات کشاورزی روستای چوشل چای است.

## ابریشم
نوغانداری یا همان پرورش ابریشم از دیگر محصول‌ها و مشاغل کشاورزان است که در روستای چوشل هم این امر هر ساله به وقوع می‌پیوندد.

## برنج
از گونهٔ ایرانی می‌توان به گرده. دابو. طارم، چرام۱، چرام۲. صدری (شامل انواع دم سیاه، دم زرد و دم سرخ)، بینام، علی-کاظمی، چمپا و… اشاره کرد از تیپهای اصلاح نژاد شده و پرمحصول می‌توان از سفیدرود و خزر نام برد.
استان مازندران رتبه اول(۹۳۸۷۳۲٫۱۹) و گیلان(۷۴۱۲۴۱٫۹)، گلستان(۲۲۹۴۵۴٫۹۹)، فارس(۲۲۶۲۹۶٫۷۲)و خوزستان(۲۱۹۸۰۹٫۱۵) در رتبه‌های بعدی از نظر میزان تولید قرار دارند.